# Pourriture du cœur
 (mars 2024).
Si vous disposez d'ouvrages ou d'articles de référence ou si vous connaissez des sites web de qualité traitant du thème abordé ici, merci de compléter l'article en donnant les références utiles à sa vérifiabilité et en les liant à la section « Notes et références ».
La pourriture du cœur est le nom générique donné à plusieurs maladies des plantes ou à leurs symptômes eux-mêmes, qui peuvent être :
- soit une pourriture des tissus internes des parties aériennes hautes, proches d'un bourgeon terminal ou d'un méristème terminal pour les monocotylédones (en anglais bud rot)
- soit une pourriture très profonde d'une partie épaisse d'un végétal (fruit, tronc d'arbre, bulbe…)

Exemples :
- pourritures du cœur du palmier à huile
- pourriture du cœur de l'ananas